# Arata-gawa
L'Arata-gawa (en japonais : 荒田川) est une rivière (en japonais : 川, gawa) du Japon qui traverse la ville de Gifu dans la préfecture de Gifu. 

## Géographie
Elle trouve sa source dans la partie orientale de la ville et coule vers l'ouest avant de rejoindre la Nagara-gawa. Elle fait partie du bassin fluvial de la Kiso-gawa. (la Sakai-gawa s'écoule près de l'Arata-gawa et les deux rivières sont reliées par de petits canaux à différents endroits.)

## Source de la traduction
- (en) Cet article est partiellement ou en totalité issu de l’article de Wikipédia en anglais intitulé « Arata River » (voir la liste des auteurs).